# Batalha da floresta de Efraim
A batalha da floresta de Efraim foi uma batalha que se desenrolou no antigo Reino Unido de Israel na região de Efraim em 967 a.C. durante a revolta contra o rei. Esse terrível combate opôs as tropas fiéis ao rei David contra o exército de Absalão.

## Batalha
Após ter chegado a Jerusalém Absalão preferiu ouvir o conselho de Husai e ignorar o de Aitofel. Esperou algum tempo até reunir um exército forte, convocou Amasa para ser chefe de suas tropas e partiu ao encontro de seu pai. O rei David dividiu suas forças em três divisões: uma liderada por seu comandante Joabe, outra pelo general Abisai e outra sob chefia do general Itaí(o filisteu).
Tendo pouco número de homens em relação ao adversário Joabe atraiu as tropas rebeldes até a floresta de Efraim onde decorreu o combate. Devido à experiência dos soldados de Davi, o exército recém-formado de Absalão  não conseguiu evitar a esmagadora derrota contra as forças lealistas tendo uma perda de 20 000 homens sobrando apenas alguns sobreviventes que se puseram em fuga. Naquele dia a floresta porém consumiu mais vidas do que a batalha.

## Morte de Absalão
Vendo o seu fracasso Absalão fugiu numa mula na esperança de escapar, mas seus cabelos ficaram pendurados numa árvore e Joabe mesmo sabendo da ordem do rei de poupar o príncipe rebelde, cravou três lanças no coração deixando a seus homens os últimos golpes.